# 越南國會
越南社会主义共和国国会（越南语：／?），简称越南国会（越南语：／），是越南的最高立法机关。依照越南社會主義共和國憲法，越南國會為該國最高權力機關。越南國會為一院制，共有500名代表，每5年選舉一次。越南社会主义共和国主席、總理、越南最高人民法院院長、越南最高人民檢察院檢察長均由越南國會選舉產生。越南國會自1946年開始實行直接選舉。

## 歷史

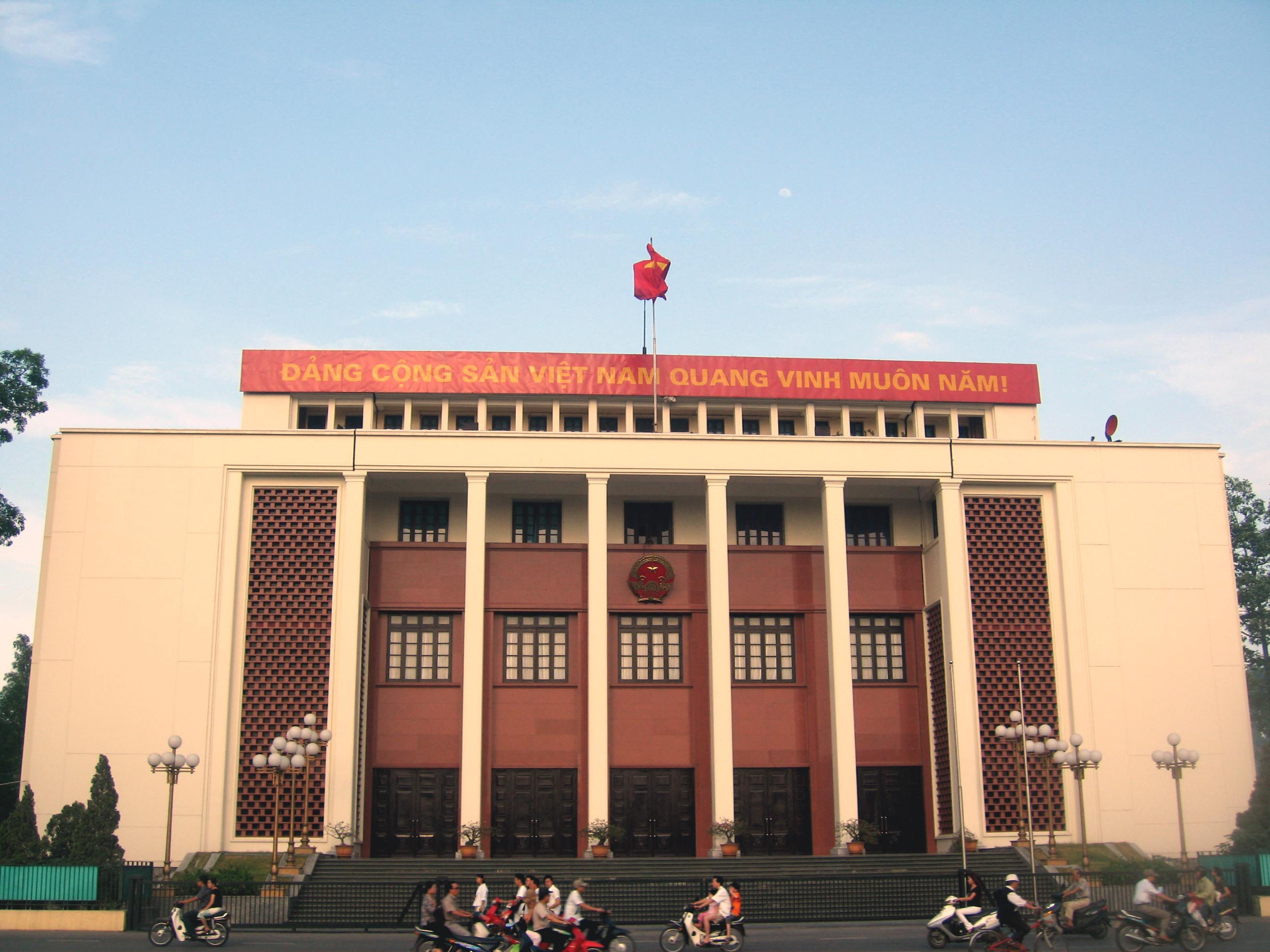
越南舊國會議場——巴亭會堂，現已遭拆除並於原址新建國會會堂

1945年越南民主共和國（北越）成立後，在次年（1946年）1月6日，北越舉行了第一次國會選舉。截至2021年已經進行15次國會選舉。
越南國會曾先後通過了北越1946年憲法、1959年憲法、統一越南1980年憲法和1992年憲法。
2010年，越南國會否決了越南的高鐵計劃，引發關注。
2011年，越南進行國會改選，越共獲500席中的458席。而由越共控制的越南祖國陣線共獲498席。
2013年6月，越南國會對越南的數名高官進行「信任投票」，越南總理阮晉勇得到的「高度信任」票不到半數。這樣的結果被認為是越南政治進步的表現。
2013年11月，越南新憲法以498票贊成，2票棄權的結果在越南國會得到通過。該部憲法受到了異議人士祥來的指責，他認為「越南國會對越南國家和人民犯下了大錯，每個投贊成票的代表都要對國家和人民負責。」

## 概況
根據越南1992年憲法，越南國會為該國最高權力機關。越南國會擁有立法權，越南國家主席、總理、越南最高人民法院院長、越南最高人民檢察院檢察長、政府各部長都是由越南國會選舉產生，國會也擁有罷免這些官員的權力。越南總理提名的副總理和各部部長名單需要經過國會的批准。越南國家主席工作報告、國會常委會報告、政府工作報告、最高人民法院報告、最高人民檢察院報告均需要通過國會審批。國會還擁有質詢權，可以對政府高官進行質詢。越南國會每5年改選一次，每年有春秋兩次共計80天的例會。在閉會期間國會的職能由國會常委會履行。國會選舉人的提名需要經過所在單位、居住社區和越南祖國陣線的三輪無記名投票，在選舉前60天需要公佈財產和個人狀況。

## 實際情況
越南國會長期受越南共产党控制。但在1992年越南公佈新憲法後，越南國會的權力得到一定的擴大。但越南共产党依旧是國會的主要控制力量，2013年國會通過的新憲法也遭受了異議人士的批評。